# Yacón
Khoai sâm (danh pháp khoa học: Smallanthus sonchifolius), hay còn gọi cây yacón, địa tàng thiên, sâm đất, là một loài thực vật có hoa trong họ Cúc. Loài này được (Poepp.) H.Rob. miêu tả khoa học đầu tiên năm 1978.
Cây Khoai sâm là loài cây trồng lâu năm có nguồn gốc Nam Mỹ, được trồng nhiều ở vùng Andes và di thực tới nhiều nơi khác trên thế giới như Hàn Quốc, Nhật Bản, Trung Quốc, Nepal, Việt Nam. Nó được biết đến với thân rễ củ giòn, có vị ngọt đặc trưng. Cấu trúc và hương vị đã được mô tả như là một sự pha trộn dịch vị giữa một quả táo tươi và dưa hấu. Nó đã được giới thiệu vào thị trường nông sản và các cửa hàng thực phẩm thiên nhiên ở Mỹ.
Cây tạo ra hai loại rễ: rễ sinh trưởng và rễ tích trữ. Rễ sinh trưởng phát triển ngay dưới bề mặt đất và tạo ra các mầm sinh trưởng mới mà sẽ trở thành các bộ phận trên không của mùa sau. Phần rễ tích trữ lớn và ăn được nhìn như củ khoai lang, nên trong tiếng Việt cây được biết đến với tên gọi khoai sâm. Những rễ ăn được này có chứa fructo oligosaccharides (FOS – chất xơ hòa tan), tạo cho nó một hương vị ngọt ngào và làm cho Khoai sâm được khuyến cáo cao cho bệnh nhân tiểu đường.
Cây Khoai sâm có thể phát triển lên đến 2 mét chiều cao và ra hoa màu vàng,nhỏ,khó thấy ở cuối của mùa sinh trưởng của cây. Không giống như nhiều loại rau củ khác được thuần hóa bởi người Inca (ulluco, OCA), Yacón không mãn cảm với quang kỳ, và có thể sản xuất kinh doanh ở vùng nhiệt đới.
Củ sâm khoai với tỉ lệ cao fructo oligosaccharides (FOS – chất xơ hòa tan), có nghiên cứu cho biết Sâm khoai có đến 37% FOS theo trọng lượng khô. FOS là nguồn chất chống oxy hóa tự nhiên, giúp hạ đường huyết, cải thiện hoạt động của các loại vi khuẩn đường ruột có lợi và các tác dụng tốt khác trên đường tiêu hóa
Tại Việt Nam, có trồng tại Đức Trọng (Lâm Đồng), Bát Xát (Lào Cai), chế biến thực phẩm chức năng, phòng trị bệnh tiểu đường.

## Hình ảnh

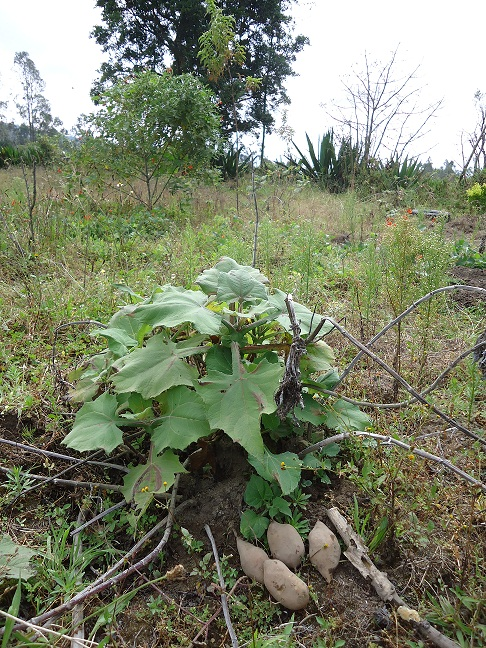
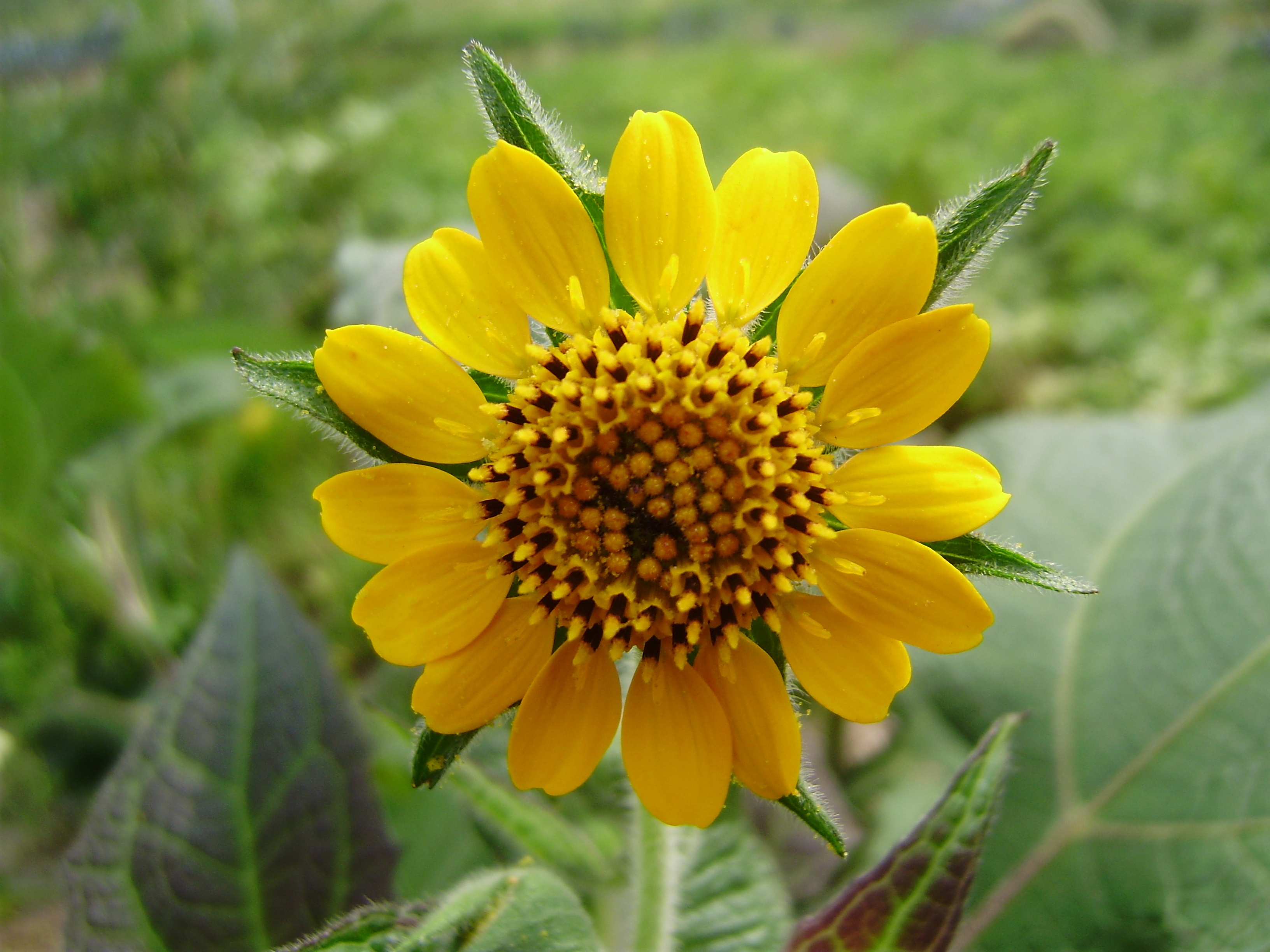
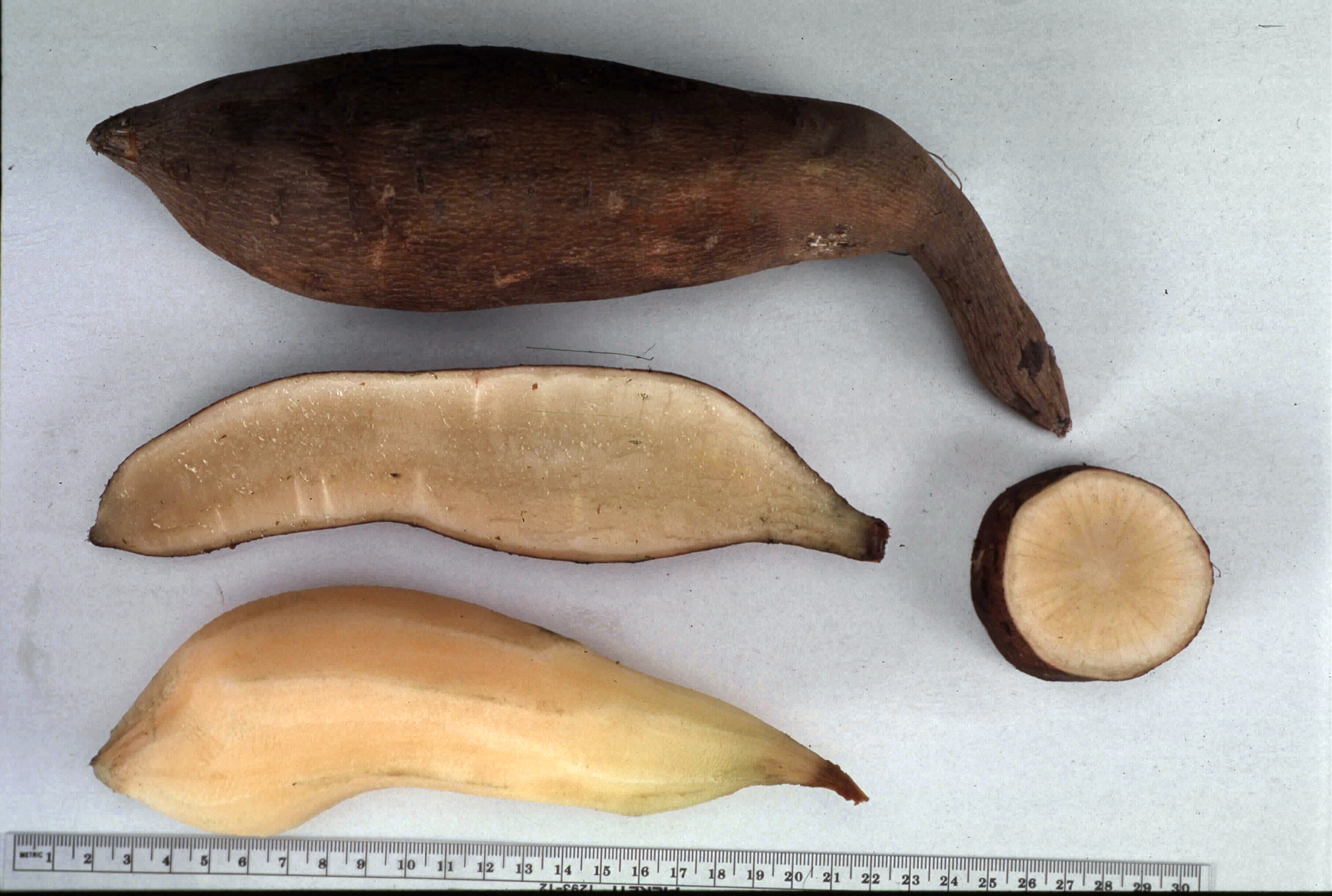

- Tập tin:Smallanthus sonchifoliusRH. (3).jpg